# Eugenio Galdieri
Eugenio Galdieri (Napoli, 29 ottobre 1925 – Roma, 3 novembre 2010) è stato un architetto italiano.

## Biografia
Figlio dello sceneggiatore e paroliere Michele Galdieri, si è laureato presso l'Università di Roma nel 1950, città dove ha svolto una significativa attività professionale a partire dagli anni '50, realizzando diversi progetti tra cui edifici residenziali (palazzine nel quartiere delle Valli e a via Aventina a Roma; ville a Campello, Sperlonga, Grottaferrata), il Metro Drive In di Casal Palocco, il monumento a Gandhi all'EUR (1974-76); ha curato inoltre allestimenti di mostre, tra cui quella "Le arti plastiche e la civiltà meccanica" (1955), e la mostra "Lucchetti orientali" presso il Museo nazionale d'arte orientale di Roma (1989).
Dagli anni 1960 si è dedicato in prevalenza alla conservazione dei monumenti ed agli studi di architettura islamica, curando diversi progetti di restauro archeologico per conto della Soprintendenza Archeologica di Roma e del Lazio e dell'IsMEO (Istituto italiano per il Medio ed Estremo Oriente), coordinando l'intero programma di interventi in Iran, Oman ed Afghanistan e nella valle di Katmandu (Nepal); per conto del Ministero Esteri ha diretto i lavori di restauro a Sana'a (Yemen) e per conto dell'Università di Roma e Accademia Pietroburgo un programma di conservazione del sito archeologico di Panjakent in Tagikistan.
In Italia ha curato i restauri dei palazzi Farnese a Gradoli e Latera (1975-1980) ed il consolidamento delle mura greche di Gela (1995-2000).
Nell'ambito dell'attività accademica e scientifica ha insegnato "restauro architettonico" all'Università di Reggio Calabria, "storia dell'architettura islamica" alle Università di Roma e di Bologna (sede di Ravenna), svolgendo attività di ricerca in particolare sui temi dell'architettura islamica, dell'architettura della terra cruda, della conservazione dei monumenti e della storia della famiglia Farnese; è autore di numerose pubblicazioni. Componente di vari comitati ed associazioni (ICCROM, ICOMOS), membro dell'Accademia archeologica Italiana, dell'Accademia fiorentina Arti e Disegno e della Società Iranologica, ha fondato l'AICAT Associazione Italiana cultori architettura terra.